# Wierzbiczany (Grande-Pologne)
Pour les articles homonymes, voir Wierzbiczany.
Wierzbiczany (prononciation : [vʲɛʐbʲiˈt͡ʂanɨ]) est un village polonais de la gmina de Gniezno dans le powiat de Gniezno de la voïvodie de Grande-Pologne dans le centre-ouest de la Pologne.
Il se situe à environ 8 kilomètres à l'est de Gniezno (siège de la gmina et du powiat) et à 55 kilomètres à l'est de Poznań (capitale régionale).

## Histoire
De 1975 à 1998, le village faisait partie du territoire de la voïvodie de Poznań.

Depuis 1999, Wierzbiczany est situé dans la voïvodie de Grande-Pologne.